# Ganafa
Ganaveh (àrab Jannaba, antic Ganafa) és una ciutat de l'Iran, al Fars, antiga fortalesa de la regió, a la costa del golf Pèrsic (29° 35′ N, 50° 31′ E / 29.583°N,50.517°E). A la vila al costat de la fortalesa es pescaven perles. Fou la vila natal del daï càrmata Abu-Saïd al-Jannabí. Era pròspera al segle x.
Modernament un oleoducte que enllaça el camp petrolier de Gac Saran (uns 70 km al nord-est) amb la terminal de l'illa de Kharg, passà prop d'aquest lloc. La seva població era de 2.250 habitants el 1951.